# 21346 Marieladislav
21346 Marieladislav è un asteroide della fascia principale. Scoperto nel 1997, presenta un'orbita caratterizzata da un semiasse maggiore pari a 2,6107856 UA e da un'eccentricità di 0,1475652, inclinata di 15,44501° rispetto all'eclittica.